# فیلم‌فیر
فیلم‌فیر (انگلیسی: Filmfare) یک مجلهٔ نیم‌قطع هندی است که به زبان انگلیسی منتشر می‌شود و دربارهٔ سینمای هند (بالیوود) است. این مجله از سال ۱۹۵۲ میلادی توسط «وُرلدواید میدیا» (از زیرمجموعه‌های «تایمز گروپ»، بزرگ‌ترین شرکت رسانه‌ای هند) انتشار می‌یابد و از سال ۱۹۵۴، متولیِ برگزاری و اهدای «جایزه فیلم‌فیر» و «جایزه فیلم‌فیر جنوب» است.